# Trupanea sedata
Trupanea sedata
 es una especie de insecto díptero que Munro describió científicamente por primera vez en el año 1957.
Esta especie pertenece al género Trupanea de la familia Tephritidae.